# Суперлига (баскетбол, женщины)
Суперлига (прежнее название «Суперлига I дивизиона», «Суперлига Б») — второй по значимости дивизион в структуре Российского баскетбола.

## Регламент
Соревнования проводятся в два этапа: регулярный чемпионат и плей-офф
- Регулярный чемпионат
  - Команды играют в четыре круга спаренными играми с разъездами (2 игры — дома, 2 — на выезде). Всего — 36 игр для каждой команды.
  - По итогам регулярного чемпионата команды, занявшие 1-8 места, квалифицируются в финальный этап «плей-офф».
  - Команды, занявшие 9 и 10 места в регулярном чемпионате, в итоговой классификации Всероссийских спортивных соревнований по баскетболу среди женских команд Суперлиги II дивизиона, занимают 9 и 10 места соответственно.

- Плей-офф
  - На Финальном этапе команды, занявшие 1-8 места в регулярном чемпионате, играют по системе «плей-офф» (команды играют по схеме 1 - 8, 2 -7, 3 -6, 4 - 5 до двух побед. 1-я игра проводится на площадке команды, которая классифицировались ниже по итогам регулярного чемпионата, 2-я и 3-я игра проводятся на площадке команды, которая классифицировались выше.)
  - Победитель Всероссийских спортивных соревнований по баскетболу среди женских команд Суперлиги – Первый дивизион получает право на участие в чемпионате России среди женских команд Премьер-Лиги в следующем сезоне при условии выполнения всех требований, предъявляемых РФБ к клубам Премьер-Лиги.

## Участники сезона 2023/2024
В этом сезоне чемпионата участвуют
- Пересвет-ЮФУ (Ростовская область)
- МБА-2 (Москва)
- Вологда-Чеваката (Вологда)
- Динамо-Фарм (Курск)
- Казаночка (Казань)
- Руна (Москва)
- Спартак (Санкт-Петербург)
- Спарта энд К-2 (Видное)
- УГМК-Юниор (Екатеринбург)
- Энергия (Иваново)
- Спартак (Ногинск)
- Ставропольчанка-СКФУ (Ставрополь)
- Платов (Новочеркасск)

## Призёры чемпионата
| Год  | Победитель                      | Серебряный призёр                   | Бронзовый призёр            |
| ---- | ------------------------------- | ----------------------------------- | --------------------------- |
| 2001 | Зыряночка (Сыктывкар)           | Балтийская звезда (Санкт-Петербург) | Машук (Пятигорск)           |
| 2002 | Спартак-Пендуниверситет (Пенза) | Машук (Пятигорск)                   | Ставропольчанка-СКФУ        |
| 2003 | Глория (Москва)                 | Виктория (Саратов)                  | Енисей (Красноярск)         |
| 2004 | Енисей (Красноярск)             | Виктория (Саратов)                  | Глория (Москва)             |
| 2005 | Динамо-2 (Москва)               | Спартак (Москва)                    | Глория (Москва)             |
| 2006 | Славянка (Челябинск)            | Спарта&К-2 (Видное)                 | Глория (Москва)             |
| 2007 | Спартак (Ногинск)               | Славянка (Челябинск)                | Глория (Москва)             |
| 2008 | Спартак (Ногинск)               | Спартак (Москва)                    | ВБМ-СГАУ (Самара)           |
| 2009 | Спартак (Ногинск)               | Спартак (Москва)                    | Глория (Москва)             |
| 2010 | Спартак (Ногинск)               | Энергия (Иваново)                   | Глория (Москва)             |
| 2011 | Энергия (Иваново)               | Глория (Москва)                     | Каз-УОР (Омск)              |
| 2012 | Казаночка (Казань)              | Ростов-Дон-ЮФУ                      | Юность (Пензенская область) |
| 2013 | Енисей (Красноярск)             | Казаночка (Казань)                  | Юность (Пензенская область) |
| 2014 | Ростов-Дон-ЮФУ                  | Нефтяник (Омск)                     | Казаночка (Казань)          |
| 2015 | Воронеж-СКИФ (Воронеж)          | Политех-СамГТУ (Самара)             | Нефтяник (Омск)             |
| 2016 | Динамо-2 (Курск)                | МБА-2 (Москва)                      | Нефтяник (Омск)             |
| 2017 | Динамо-2 (Курск)                | Нефтяник (Омск)                     | МБА-2 (Москва)              |
| 2018 | Ростов-Дон-ЮФУ                  | Нефтяник (Омск)                     | Политех-СамГТУ (Самара)     |
| 2019 | Ростов-Дон-ЮФУ                  | Казаночка (Казань)                  | Нефтяник (Омск)             |
| 2020 | Ростов-Дон-ЮФУ                  | Динамо-Фарм (Курск)                 | Нефтяник (Омск)             |
| 2021 | Ростов-Дон-ЮФУ                  | Самара (Самара)                     | Спартак (Санкт-Петербург)   |
| 2022 | Динамо-Фарм (Курск)             | Нефтяник (Омск)                     | Казаночка (Казань)          |
| 2023 | МБА-2 (Москва)                  | Вологда-Чеваката (Вологда)          | Динамо-Фарм (Курск)         |
| 2024 | Руна (Москва)                   | Спартак (Санкт-Петербург)           | Спарта энд К-2 (Видное)     |
| 2025 | Вологда-Чеваката (Вологда)      | Энергия (Иваново)                   | Спартак (Санкт-Петербург)   |